# Beethoven's 3rd
Beethoven's 3rd (Brasil: Beethoven 3 - Uma Família em Apuros ) é a segunda sequência para o filme Beethoven de 1992. Além disso, esta é a terceira parte da série de filmes Beethoven. É o primeiro filme a ser lançado diretamente para vídeo. O filme marca a introdução na tela de Judge Reinhold como irmão mais novo de George Newton, Richard. Julia Sweeney como a esposa de Richard, Beth. Joe Pichler como o filho de Richard, Brennan, e Michaela Gallo como a filha de Richard, Sara.

## Sinopse
Durante as férias, na hora de entrar no trailer no qual vão fazer um grande passeio através do país, os integrantes da família Newton descobrem que terão um convidado surpresa a bordo: é o cachorro Beethoven, que envolve a família em mil confusões, mas que protege a turma de dois atrapalhados bandidos que estão à procura de um DVD (do filme The Shakiest Gun in the West) que os Newton, sem querer, se apossaram.

## Elenco
- Judge Reinhold - Richard Newton
- Julia Sweeney - Beth Newton
- Joe Pichler - Brennan Newton
- Michaela Gallo - Sara Newton
- Mike Ciccolini - Tommy (como Michael Ciccolini)
- James Marsh - Bill (William) (como Jamie Marsh)
- Danielle Keaton - Penny (como Danielle Weiner)
- Frank Gorshin - Tio Morrie Newton
- Holly Mitchell - Kennel Employee
- Mark Carlton - Policial Ranger Smith
- Dana Lee - Xerife Festus
- Big Nate Kanae - Black Bart / Sumo Cowboy (como Big Nate)
- Greg Pitts - Quentin / Balconista
- Dean Wayton - Entregador
- Scott Evans - Gerente